# Городское поселение посёлок Ракитное
Городско́е поселе́ние «Посёлок Раки́тное» — муниципальное образование в Ракитянском районе Белгородской области.
Административный центр — посёлок городского типа Ракитное.

## История
Городское поселение «Посёлок Ракитное» образовано 20 декабря 2004 года в соответствии с Законом Белгородской области № 159.

## Население
| 2010    | 2011    | 2012    | 2013    | 2014    | 2015    | 2016    | 2017    | 2018    |
| ------- | ------- | ------- | ------- | ------- | ------- | ------- | ------- | ------- |
| 11 753  | ↗11 762 | ↘11 700 | ↗11 804 | ↘11 763 | ↗11 905 | ↗12 017 | ↘12 002 | ↘11 932 |
| 2019    | 2020    | 2021    |         |         |         |         |         |         |
| ↘11 868 | ↗11 913 | ↘11 429 |         |         |         |         |         |         |

## Состав городского поселения
| № | Населённый пункт | Тип населённого пункта      | Население |
| - | ---------------- | --------------------------- | --------- |
| 1 | Васильевка       | село                        | ↗479      |
| 2 | Зайчик           | хутор                       | ↘0        |
| 3 | Киселево         | село                        | ↗256      |
| 4 | Корниевка        | хутор                       | ↘36       |
| 5 | Криничное        | село                        | ↗290      |
| 6 | Ракитное         | пгт, административный центр | ↘10 048   |
| 7 | Цибулевка        | село                        | ↘137      |
| 8 | Чистополье       | село                        | ↗269      |